# Акшымырау
Акшымырау (каз. Ақшымырау) — село в Мангистауском районе Мангистауской области Казахстана. Административный центр Акшымрауского сельского округа. Находится примерно в 125 км к северо-востоку от села Шетпе, административного центра района. Код КАТО — 474634100.

## Население
В 1999 году население села составляло 1225 человек (616 мужчин и 609 женщин). По данным переписи 2009 года, в селе проживало 1264 человека (662 мужчины и 602 женщины)